# Соколине Око (Кейт Бішоп)
Соколине око (англ. Hawkeye, кириліз.: Гокай), вона же Кейт Бішоп (англ. Kate Bishop) — вигаданий персонаж, яка з’являється в американських коміксах, виданих Marvel Comics. Створена письменником Алланом Гайнберґом і художником Джимом Чуном, Бішоп вперше з’явилась у Young Avengers #1 (квітень 2005 року). Вона є третім персонажем і першою жінкою, яка отримала ім'я Соколиного Ока, після Клінта Бартона з Месників і Ваятта МакДональда з Squadron Supreme. Її костюм наслідує риси вбраннів першого Соколиного Ока та Пересмішниці.
Гейлі Стайнфельд грає Кейт Бішоп у Кіновсесвіті Marvel серіалі Соколине око на Disney+.

## Історія публікації
Соколине око вперше з'явилася в Young Avengers #1 (квітень 2005), створеному письменником Алланом Гайнберґом і художником Джимом Чуном. Вона вперше представлена як Кейт Бішоп, а в випуску №12 вона бере мантію Соколиного Ока, оскільки оригінальний Соколиний Глаз був мертвий у той час після того, як його вбили в Месниках №502. 
Разом із Клінтом Бартоном, Кейт Бішоп з'явилась у серіалі Метта Фрейкшн та Девіда Аджа Соколине око (2012).
Соколине око з'явилася в серіалі «Молоді месники» 2013 року Кірона Гіллена та Джеймі МакКелві. 
Кейт Бішоп з'явилася разом із Клінтом Бартоном у серіалі «Зовсім новий Соколине око» Джеффа Леміра та Рамона Переса (2015), переробленому Леонардо Ромеро.
Кейт з'явилась у власній книзі Соколиного Ока, починаючи з осені 2016 року Marvel NOW! каталог. Книгу було скасовано з її 16-м і останнім випуском на початку 2018 року. Автор цієї книги Келлі Томпсон потім створив втілення Месників із західного узбережжя 2018 року, в якому Кейт буде керівником команди.

## Біографія вигаданого персонажа

### Спеціальний фільм про молодих месників
«Молоді Месники» розповіли, що незадовго до приєднання до команди Кейт Бішоп зазнала жорстокого нападу в (як здається) Центральному парку. Спочатку цей інцидент травмував Кейт, але потім підштовхнув її до інтенсивної бойової підготовки. Поки що команда не знає про цей інцидент, оскільки Кейт повідомила лише своєму терапевту та Джесіці Джонс. Точний характер атаки не уточнюється — на панелі показана лише початкова засідка.

### Молоді месники
«Звичайна» цивільна особа, яку примусово представили Молодим Месникам під час ранньої спроби порятунку, зробленої командою, Кейт продемонструвала вміння та врівноваженість у ситуаціях високого тиску. Незалежна, жорстка і груба, вона також чудовий лучник. Її зустріч з молодою командою привела її, щоб дослідити їх самостійно, слідуючи за ними в штаб Месників і надягання шестерні Пересмішниці і Соколиного Ока, а також те, що може бути Фехтувальників меч і ремінь Чорної вдови. Коли Кейт вперше з’являється в масці Пересмішника, Патріот жартома називає її «Хокінгптахом». Вона запрошує себе приєднатися до команди після звільнення їх і допомагає їм у битві проти Канга Завойовника. Згодом її підтвердили як члена команди. 
У Кейт довге чорне волосся і блакитні очі. Вона має 5'5 росту.
Після першої пригоди команди, яка зупинила Канга Завойовника, Капітан Америка і Залізна Людина наказали команді розлучитися і відмовилися тренувати команду без згоди батьків. Однак Кейт Бішоп все одно хотіла бути молодим месником. Вважаючи, що найгірше, що Капітан Америка і Залізна Людина могли зробити, — це повідомити своїх батьків, Кейт відвезла команду на покинутий склад, який раніше належав одній із компаній її батька, Bishop Publishing, який став лігвом команди. Вона також зробила для них нову форму, оскільки Кеп сказав їм «ніколи більше не носити цю форму». 
Кейт близька зі своїм другом і товаришем по команді Статуром і має певний ступінь хімії з товаришем по команді Патріотом, хоча їхні стосунки перемежовуються майже постійними сварками та одностайністю; коли Stature зауважив, що «незалежно від того, що відбувається» Шаманство і Hulkling «друг у друга», і Кейт Patriot, Кейт відразу ж заперечували, кажучи «всі ми робимо, це боротьба». Новітній учасник команди Speed, одразу ж назвав Patriot «твоїм хлопцем», що викликало чергове заперечення Кейт. Зустрічаючи Спід вперше, вона не була своїм звичайним стриманим я (через відсутність кодового імені її самовведення зупинилося після «Я.. ». ). Тим не менш, вона є провідним членом команди, змушує всіх залишатися разом і діє як неофіційний заступник керівника команди, коли Патріота немає поруч, навіть час від часу даючи йому накази. 
Після того, як Патріот отримав поранення, Капітан Америка повідомляє Молодим Месникам, що він сподівається, що вони почнуть нормальне життя.  Кейт каже йому, якби він їх навчав, Патріот міг би не постраждати, і для нього було б найкраще допомогти Молодим Месникам, прийнявши їх. Джессіка Джонс повертається, щоб подарувати Кейт оригінальний лук і стріли Соколиного Ока з запискою Капітана Америки, адресованою Соколиному Оку. Джессіка сказала Кейт, що єдина людина, яка протистояла Капітану Америці так, як Кейт, це Соколине Око, і що Капітан Америка хотів, щоб вона взяла кодове ім'я Клінта. Кейт зробила і стала третьою «Соколиним око». 

### Громадянська війна
Кейт була ідентифікована як одна із 142 зареєстровані супергерої, які з'являються на обкладинці коміксу « Месники: Ініціатива №1».  Однак вона та Патріот (також на цій обкладинці) ненадовго з’являються в домі Доктора Стренджа, схованці Нових Месників у другому випуску Fallen Son: The Death of Captain America, кидаючи деякі сумніви в їхню вірність. Однак у тому ж випуску Fallen Son Залізний Кулак зауважує, що «Це був важкий тиждень», що приводить до припущення, що серіал розгортається на тижні після смерті Кепа, і Молоді Месники, можливо, зареєструвалися після цього.  Однак у тому ж серіалі Кейт і Патріот протистоять Клінту Бартону, який тимчасово взяв костюм і щит Капітана Америки, який намагається схопити їх за те, що вони незареєстровані герої, що створює ще більше плутанини. 
Не знаючи, хто він насправді, Кейт дорікає Клінту, кажучи, що вона взяла ім’я Соколиного Ока, щоб вшанувати його, але не копіювала його костюм, оскільки це було б ганебно; далі вона стверджує, що «якби Соколине Око був живий, я б називала себе іншим». Її слова переконують Клінта повернути щит і костюм Тоні Старку, засудити Старка за його роль у Громадянській війні і піти своїм шляхом. 

### Подарунки молодих месників
У обмеженій серії Young Avengers Presents Кейт допомагає Патріоту вистежити Бакі Барнса, зимового солдата, допомагаючи йому знищити осередок кіборгів AIM. 
В останньому випуску серіалу Кейт йде на незручне побачення з Елі, зрештою відмовляючи йому, до його збентеження. Потім на неї нападає Ронін, який перевіряє її здібності. Він запрошує її до схованки Таємних Месників і виявляє себе Клінтом Бартоном. Ці двоє обговорюють рішучість бути лідером і «завжди робити удар». Кейт робить ставку на те, що він не може розщепити стрілу (нібито неможливий подвиг), і робить ставку на свій оригінальний лук. Він перемагає, використовуючи набагато нижчий лук, повторюючи, що, як би це не було неможливо, коли від цього залежить життя їхніх товаришів по команді, потрібно завжди кидати. Принижена, Кейт здає лук і своє кодове ім’я, а Патріот дає відсіч. Спид вивозить Кейт на побачення, щоб зняти напругу, і вони проникають на базу Таємних Месників і повертають собі лук. Тим часом Клінт намагається виступити за Молодих Месників перед іншими Таємними Месниками, бажаючи бути для них наставниками. Він помічає присутність Кейт і відвідує її пізніше, даючи їй дозвіл використовувати його ім’я та вклонятися, визнаючи, що її проникнення продемонструвало рішучість, необхідну для керівництва її командою. Він пропонує їй підтримку Таємних Месників, даючи їй стару фотографію себе, Капітана Америки, Червоної Відьми та Ртутті в перші дні їхньої ролі Месників. Підтвердивши, Кейт підходить до Елі і цілує його, просячи бути терплячим і приділити їй час. 

### Таємне вторгнення
Кейт бере участь у битві проти вторгнення Скруллів разом зі своїми товаришами по команді, але зазнає поразки, незважаючи на допомогу Ініціативи.  Пізніше вона та Молоді Месники з’являються, щоб приєднатися до фінального поєдинку. Коли вона втрачає свідомість, її лук і стріли використовує Клінт Бартон, оригінальний Соколине Око, щоб продовжити бій. 

### Облога
Кейт приєднується до молодих месників, нових месників і таємних воїнів, щоб зупинити облогу Асгарда Норманом Осборном.    На жаль, коли вартовий вирівнює Асгард, Кейт і Патріот потрапляють у пастку під завалами. У сумнівний момент Патріот пристрасно цілує Кейт, що спонукає її відштовхнути його після враженої миті. Незабаром їх рятують друзі, і вони знову приєднуються до своєї групи, але не раніше, ніж Кейт каже Патріоту, що це був «пекельний поцілунок» зі спільною посмішкою, натякаючи на початок стосунків. 

### Месники: Хрестовий похід дітей
Після подій облоги Кейт з’являється серед героїв, які святкують у Вежі Месників.  Пізніше Клінт Бартон заохочує її залишити назву «Яструбіне око», незважаючи на повернення до мантії, кажучи, що наразі світ достатньо великий для двох «Яструбіних очей». 
Кейт з’являється разом з іншими юними месниками у фільмі «Месники: дитячий хрестовий похід». 
Кейт також з’являється поряд з іншими молодими месниками у фільмі «Месники: дитячий хрестовий похід — молоді месники», у якому Молоді Месники виросли і тепер стали Месниками. Це альтернативна шкала часу, змінена Залізним Хлопцем, який продовжує змінювати часовий потік, щоб перемогти Канга Завойовника. 

### Marvel NOW!
Кейт з’являється разом із оригінальним Соколиним Оком, Клінтом Бартоном, у новій серії Соколиного Ока, дія якої відбувається після « Месників проти Месників». Сюжет « Люди Ікс». Двоє партнерів у серіалі зосереджені на нижчому рівні злочинности замість того, щоб бути супергероями, що, як вони визнають, робить кожного з них Соколиним Оком. Вони підтримують стосунки наставник/учень, хоча регулярно демонструють конкурентоспроможність один з одним; У місії, щоб допомогти Клінту, вона знялася і видала себе за мадам Маск, яка тепер прагне помститися і в кінцевому підсумку вбити її. 
Після того, як Клінт почав діяти все більш осторонь і вороже по відношенню до неї та її спроб допомогти йому, Кейт вирішила на деякий час покинути Нью-Йорк і поїхати до Лос-Анджелеса разом із собакою Клінта Лакі; однак, щойно вона прибула туди, вона дізналася, що батько відрізав її від своїх грошей, залишивши її напризволяще.  Щоб заробити трохи грошей, Кейт розмістила рекламу, в якій описала себе як напівсупергерой, напівприватний погляд.  Під час свого перебування в Лос-Анджелесі вона зіткнулася зі злочинною організацією, яку очолював Маск, і поки їй вдалося її знищити, вона дізналася, що її батько був причетний до неї. Кейт зателефонувала йому і сказала, що змусить його заплатити. Вона повернулася до Нью-Йорка, щоб допомогти Клінту перемогти російську мафію після того, як вони вбили одного з мешканців Клінта, а її тато таємно вступив у змову з іншими суперлиходіями та босами мафіозу, щоб вбити її та Клінта. 
У рамках абсолютно нового, абсолютно іншого заходу Marvel Кейт Бішоп була в будинку Соколиного Ока в той час, коли з’явився Старий Логан.  Пояснивши, хто він такий і врешті втративши свідомість на дивані Соколиного Ока, Логан прокинувся через 33 години. Дізнавшись, що Логан шукає Містеріо, Кейт Бішоп знайшла його останнє відоме місцезнаходження в базі даних SHIELD і зажадала приїхати з Логаном під час розслідування. Коли вони прибули, вони знайшли там чоловіка на ім’я Едді та його неназваного партнера. Логан негайно напав на них, відрізавши одному чоловікові руку, незважаючи на те, що вони заперечували, що знали, хто такий Містеріо. У жаху Кейт Бішоп спробувала зупинити його, але Логан швидко нейтралізував її, коли двоє чоловіків втекли. 
Пізніше Кейт воювала проти Таємної Імперії. Безсила Кассандра Ленг намагається допомогти і ледь не вбивається в цьому процесі. 
У книгах All-New Hawkeye Кейт і Клінт витягують Project Communion з Гідри, яка виявляється трьома невинними дітьми, які перетворилися на могутніх псіонічних Нелюдей з Туманів Террігенів. Вони не довіряють їм SHIELD, тому рятують дітей із SHIELD і дають їм жити в квартирі Бартона, поки Гідра не відстежує їхнє місцезнаходження. Коли Клінт вважає, що дітей занадто небезпечно тримати, вони неохоче передають їх Гідрі. Довіра Кейт до Клінта похитнулася, і вона на короткий час починає працювати самостійно, переоцінюючи своє життя та стосунки з Клінтом. Зрештою, Клінт допомагає їй розробити план порятунку дітей від Гідри та підробити смерть Проєкту Комуніон перед SHIELD, щоб утримати Марію Хілл подалі. Вони змушують дітей залишитися з Барні, а Клінт зв’язується з Месниками, щоб отримати для них хорошу систему безпеки. Кейт каже Клінту, що вона все ще хоче бути сольним героєм на деякий час, щоб бути собою, оскільки вона обожнювала Клінта так довго і використовувала ідентичність Соколиного Ока, щоб не стати схожою на свого тата, але готова стати своєю особистістю. Серіал також досліджує дитинство Кейт, коли вона спочатку обожнювала свого батька і хотіла бути схожою на нього, але, дізнавшись про його злочинну діяльність, вирішує, що краще, якщо вона не знає, що він робить, а він не знає, що робить вона.. Це усвідомлюється після того, як Кейт була викрадена однією з конкуруючих банд її батька, а її врятували Соколине Око та Месники, що надихнуло її стати героєм у майбутньому. 
Після того, як Клінт вбив Халка у Другій громадянській війні, Кейт розлючена діями Клінта, але все ще демонструє певну симпатію до позиції, на якій він перебуває. Вона більше засмучена тим, що ЗМІ нападають на неї за дії Клінта, але її втішають її колишні товариші по команді «Молоді Месники».  Вона стає на бік Залізної людини в конфлікті.
Після конфлікту Кейт повертається до Лос-Анджелеса і починає власне розслідування приватного ока. Починається не дуже добре, оскільки мешканці чекали Клінта (або щоб образити, або похвалити його за його дії у Другій громадянській війні), але врешті-решт до Кейт звертається студент коледжу, який потребує її допомоги зі сталкером. 
Під час спроби перешкодити деяким гномам використовувати містичний артефакт, її перервали Примарний вершник і Гвен Пул. Після короткої бійки і поліцейських з’являється на місці події, вони з Гвен їдуть з місця події, а Примарний вершник втікає з містичним самоцвітом, який використовували гноми, і примарним другом Гвен Сесілом.  Згодом подружившись з Гвен після того, як вона описує Кейт як «справжню» і «кращу Соколиного Глаза», а Кейт називає її «зубами», спить на дивані протягом ночі, Кейт забирає Сесіла з Ghost Rider і допомагає йому придбати нове тілесне тіло.  Потім Кейт запрошує Гвен приєднатися до неї у створенні нового реаліті-шоу « Месники із Західного узбережжя» разом із Клінтом, Америкою Чавесом, Квентіном Квіром і хлопцем Кейт Джонні «Фюз» Уоттсом  зіткнувшись з БРОДОком (який пізніше з’ясувалося, що він МОДОК, і Мадам Маск ще раз, і врешті-решт виявила, що її мати жива як вампір, не даючи її культу пожертвувати Америкою. Пізніше Кейт і Месники західного узбережжя допомагають Отто Октавіусу захистити Сан-Франциско під час Війни королівств.

## Сили та здібності
Кейт володіє високою кваліфікацією у стрільбі з лука, фехтуванні, фехтуванні, джиу-джитсу, боксі та інших формах бою. Вона несе дві бойові палиці, подібні до тих, які колись використовував Пересмішник, меч, подібний до мечника, а також лук і стріли Клінта Бартона. Чорна Пантера також забезпечив її хитрими стрілами.

## Інші версії

### Ultimate Marvel
Версія Ultimate Marvel Кейт Бішоп з'являється як 15-річна однокласниця Майлза Моралеса. Персонаж спочатку не називався, але пізніше її особистість підтвердив письменник Браян Майкл Бендіс.  Після річного багатоточности 16-річна Кейт зустрічається з Майлзом.  У цій реальності Кейт та її сім’я є членами HYDRA, і вона вірить, що вони можуть зробити світ кращим.  Майлз зрештою відкриває Кейт, що він Людина-павук, що її лякає, і вона не розмовляє з Майлзом тижнями.  Вона розповідає його таємницю своїй сестрі, яка в свою чергу розповідає батькові.  Коли Майлз йде до неї додому, щоб перевірити Кейт, її батько вживає Майлза наркотиками і викрадає його, а агенти ГІДРИ викрадають батька Майлза, Ганке і Джесіку.  Незважаючи на розкриття, Кейт все ще відчуває почуття до Майлза і не любить бачити, як його катують її батько та Доктор Дум.  Після того, як Майлз виривається на свободу, перемагає Доктора Дума і його врятують його друзі, він розлучається з Кейт, і її нокаутує Кинджал. 

### Месники: Хрестовий похід дітей
У фільмі «Месники: Дитячий хрестовий похід: Молоді месники» Кейт все ще працює як Соколине Око для команди Месників Канга. Вона одружена з Томом Шепердом (тепер відомим як Quicksilver) і чекає близнюків. Її наряд змінився, щоб відповідати оригінальному костюму Клінта Соколиного Ока. 

### Таємні війни
Версія Кейт 1602 року з'являється під час Secret Wars. Подібно до Робін Гуда, вона крала у багатіїв разом зі своїми друзями Тедді та Біллі, але була спіймана шерифом-карателем і відвернула його, щоб її друзі змогли уникнути суду Божого Імператора Дума. Під час свого перебування в Щиті вона познайомилася з Америкою Чавесом і подружилася з нею, приєдналася до Хель-Рейнджерс і врешті втекла з Чавесом. 

### А що як...?
У що якщо? Будинок М, Кейт і Молоді Месники були вбиті Червоним Черепом через місяць після позбавлення влади кожного героя на планеті. Кейт була вбита Космічним Кубом.

### Старий Лоґан
У «Старому Соколиному око», приквелі «Старого Лоґана», Кейт середніх років є мером району-притулку в глибині пусток. Пізніше вона допомагає Клінту в його пошуках помсти проти Громовержців. Після цього він просить її допомоги в доставці сироватки суперсолдата, але вона відмовляється допомогти йому в його нескінченному хрестовому поході помсти і від’їжджає доглядати за своїм районом, правильно передбачаючи, що завдання вб’є Клінта в процесі.

## Зібрані видання
Сольні виступи Соколиного Ока були зібрані в ряді торгових книжок у м'якій обкладинці:
| Назва                                                | Матеріал зібраний                                                   | Сторінки | Дата публікації | ISBN |
| ---------------------------------------------------- | ------------------------------------------------------------------- | -------- | --------------- | ---- |
| Соколине око: Кейт Бішоп, том. 1: опорні точки       | Hawkeye Vol. 5 № 1-6                                                | 136      | 1998            |      |
| Соколине око: Кейт Бішоп, том. 2: Маски              | Hawkeye Vol. 5 № 7-12                                               | 136      | 2015            |      |
| Соколине око: Кейт Бішоп, том. 3: Возз'єднання сім'ї | Hawkeye Vol. 5 № 13-16, Покоління: Соколине око та Соколине око № 1 | 112      | 1991            |      |

## В інших медіа

### Телебачення
- Кейт Бішоп / Соколине око з'являється в епізоді «У майбутнє» мультсеріалу «Месники: Революція Альтрона». Ця версія походить із можливого майбутнього, де вона протистоїть Канґу Завойовнику разом із Чорною Вдовою, Громовим ударом, Тоні Го та Гоакіном Торресом.[50]
- Кейт Бішоп з'явилася вперше в серіалі Кіновсесвіту Marvel (КВМ) / Disney+, Соколине око, її роль виконала Гейлі Стайнфельд.[51] Під час подій серіалу вона приймає титуловану мантію від Клінта Бартона.[52]

### Відео ігри
- Кейт Бішоп / Соколине око з'являється як покращений костюм для свого попередника в Marvel Heroes, озвучений Амандою С. Міллер. [53]
- Кейт Бішоп / Соколине око з'являється як персонаж, який можна розблокувати в Marvel Avengers Alliance. [54]
- Кейт Бішоп / Соколине око з'являється як персонаж, який можна розблокувати в « Месниках» Lego Marvel. [55]
- Кейт Бішоп / Соколине око з'являється як персонаж, який можна розблокувати в Marvel Puzzle Quest. [56]
- Кейт Бішоп / Соколине око з'являється як персонаж, який можна розблокувати в Marvel Future Fight. [57]
- Кейт Бішоп / Соколине око з'являється як ігровий персонаж у Lego Marvel Super Heroes 2 у складі DLC Champions. [58]
- Кейт Бішоп / Соколине око з'являється як персонаж із DLC у « Месниках» Marvel, озвучений Ешлі Берч.